# Ranunculus segretii
Ranunculus segretii är en ranunkelväxtart som beskrevs av Felix. Ranunculus segretii ingår i släktet ranunkler, och familjen ranunkelväxter. Inga underarter finns listade i Catalogue of Life.